# Sport à Seraing
Vous pouvez aider à l'améliorer ou bien discuter des problèmes sur sa page de discussion.
- Il ne cite pas suffisamment ses sources. Vous pouvez indiquer les passages à sourcer avec {{référence nécessaire}} ou {{Référence souhaitée}}, et inclure les références utiles en les liant aux notes de bas de page. (Marqué depuis octobre 2020)
- Il doit être recyclé. La réorganisation et la clarification du contenu sont nécessaires. (Marqué depuis octobre 2020)
- Le résumé introductif n'est pas le reflet de l'article car il comporte une partie inédite, ce qui ne respecte pas les recommandations de Wikipédia. (Marqué depuis octobre 2020)

- Archive Wikiwix
- Bing
- Cairn
- DuckDuckGo
- E. Universalis
- Gallica
- Google
- G. Books
- G. News
- G. Scholar
- Persée
- Qwant
- (zh) Baidu
- (ru) Yandex
- (wd) trouver des œuvres sur Wikidata

Ville de 60 000 habitants, Seraing possède un passé sportif, surtout en handball, football et en futsal.

## Principaux clubs de Seraing
Les clubs cités évoluent au plus haut niveau de leur sport, soit en division 1.
| Club           | Sport    | Fondé en | Ligue           | Stade           |
| -------------- | -------- | -------- | --------------- | --------------- |
| Seraing United | Football | 1922     | Proximus League | Stade du Pairay |
| Liurno Ougrée  | Futsal   | ?        | Division 1      | ?               |

### Autres clubs
- Athlétisme: Seraing Athlétisme
- Baseball: Seraing Brown-Boys
- Handball: Jeunesse Jemeppe
- Water-polo: ESN Seraing
- Futsal: Liurno Ougrée et Manchester Seraing
- Basket-ball: Royal Haut-Pré Ougrée

### Événements
- Finale de la Coupe de Belgique de handball en 1981
- Arrivé de la 1re étape du Tour de France 2001
- Prologue du Tour d'Italie 2006
- Arrivé de la 1re étape du Tour de France 2012
- Départ de la 4e étape du Tour de France 2015

### Handball
Le handball fut importé en Belgique par trois personnes. L'histoire retient surtout que c'est le liégeois Jules Devlieger qui découvrit ce sport en 1921 aux Olympiades ouvrières de Prague, mais Jules était en compagnie de deux amis, le flémallois, Joseph Demaret et le sérésien, Clément Lembinon.
Ces trois hommes importèrent donc ce sport en Province de Liège et surtout dans trois localités: Beyne-Heusay avec l'Union beynoise, Flémalle avec le ROC Flémalle et Seraing avec le Progrès HC Seraing.
Bien que le Progrès HC Seraing subit la domination comme le reste du pays, du ROC Flémalle vers le début des années 1960, le club réussit à être sacré Champion de Belgique en 1967 mais aussi en 1977. Pendant cet écart, le PHC Seraing réussit également à remporter deux Coupes de Belgique en 1975 et 1976, après avoir échoué en 1969.
Aujourd'hui c'est la Jeunesse Jemeppe, ancien pensionnaire de division 1, qui est le premier club de la ville étant donné que le Progrès HC Seraing fusionna avec le HC Renaissance Montegnée.

### Football
Le football apparaît très tôt, soit entre 1900 et 1904, époque à laquelle le FC Sérésiens, le matricule 17, fut fondé.
Après, avoir évolué dans les basses divisions durant une bonne partie du siècle, le club intègre l'élite en 1982.
Dans cette élite, le club se classe 13e sur 18 lors de sa première saison mais réalise une superbe saison 1983/1984 en terminant cinquième par la suite, le club flirte avec la relégation et se fait reléguer en 1987 avec une 16e place sur 18.
Les beaux résultats ne sont pas aux rendez-vous et le RFC Seraing finit même en division 3 mais cette nouvelle relégation fut synonyme de déclic pour le club qui retrouve la division 2 la saison suivante, puis la division 1 en 1993 où le club réalise une superbe saison terminant à la troisième place du championnat.
Grâce à cette troisième place le club se qualifie pour sa première coupe d'Europe, la Coupe UEFA 1994-1995, où Seraing se fait éliminer au premier tour par les Russes du FK Dynamo Moscou sur un score total de 4 à 4 (3-4 ; 1-0).
En 1996, le RFC Seraing est absorbé par l'un de ses plus grands rivaux, le Standard de Liège.
Cette même année la Royal Union Liégeoise déménage à Seraing et devient la Seraing-RUL, le club devient peu après le RFC Seraing mais, les résultats ne suivent pas au point que le club se retrouve en P1.
C'est alors qu'en 2014, Dominique D'Onofrio, ancien entraîneur du Standard de Liège, reconverti en directeur sportif du club français du Football Club de Metz, montant en Ligue 1, fut un des principaux responsables de l'investissement des français dans le club cérésiens. Mais ceux-ci ne se contentent pas de ce club belge évoluant en première provinciale (division 5) puisque les dirigeants achetèrent le matricule 167 du club hainuyer du Royal Boussu Dour Borinage, club de division 2 qui avait une situation financière intenable. Il fallut ainsi une somme de 300 000 euros pour assurer le sauvetage du matricule 167.

### Futsal
Seraing marqua aussi son empreinte sur le futsal avec l'ONU Seraing.
Ce club né d'une fusion en 1996 entre le RP Union Ougrée et le MFC Neupré devient ainsi l'Ougrée Neupré Union Seraing.
Cette fusion fut bénéfique puisque le club remporte deux titres de Coupe de Belgique en 1997 et 1999 ainsi qu'une Coupe du Benelux en 1998.
Mais par après, ce fut la descente aux enfers, le club dégringola et déménagea à Liège, devenant dès lors l'Ougrée Neupré Union Liège.
Aujourd'hui, en 2015, le premier club de futsal de Seraing est le Liurno Ougrée évoluant en division 1 URBSFA, à noter aussi que l' AJS Ougrée évolue en division 3 ABFS.